# Cistus creticus
Cistus creticus L. é uma espécie de planta arbustiva da família Cistaceae. Apesar de geralmente produzir flores rosa, com 4.5–5 cm diâmetro, esta espécie é muito variável, sendo utilizada como planta ornamental.

## Descrição
A espécie é um arbusto que alcança de 30–140 cm de altura, mais ou menos erecto, por vezes procumbente, muito ramoso, com os ramos mais jovens esbranquiçados, recobertos por uma densa camada de pelos (tricomas) unicelulares, simples ou fasciculados, especialmente nos nós, tendo intercalados pelos glandulíferos multicelulares.
Aa folhas são pecioladas, com pecíolo (2,5)3-10(15) mm, lâmina (5)15-45×(3)8–20 mm, com morfologia entre oval e oblongo-elíptica, agudas ou obtusas, margem por vezes ligeramente ondulada, peninérvias, com a página superior e inferior com pelos estrelados, densos, pelos simples unicelulares esparsos, fasciculados na base, com alguns pelos glandulíferos pluricelulares. A face inferior da folha apresenta nervuras muito marcadas, com pequenas glândulas pediceladas. O pecíolo é largo, trinérvio, com pilosidade semelhante à da lâmina.
A flores ocorrem em inflorescências do tipo simpódio terminal, pauciflora, com algumas flores solitárias nos ramos superiores, pedicelos longos (7–30 mm), com abundantes pelos simples, isolados ou fasciculados, por vezes com pelos estrelados, outras com pelos glandulíferos. Sépalas 5, de 10-14 × 5–9 mm, sub-iguais, com pelos estrelados densos, pelos simples unicelulares, sobretudo na base, nervuras e margens, quase sempre com pelos glandulíferos pluricelulares e pequenas glândulas pediceladas na parte superior, com os externos ovado-lanceolados e os internos ovado-acuminados. Pétalas 17-20 × 16–17 mm, grandes e vistosas, de margem denticulada, de coloração rosa-purpúreo e base amarelada, raramente brancos. Estames desiguais. Ovário viloso, estilo que alcança os estames; estigma convexo, levemente pentalobulado.
O fruto é uma cápsula de 7–10 mm, abovado-aguda, coberta de pelos simples unicelulares, deiscente por 5 valvas. As sementes têm 1-1,2 mm de comprimento, de coloração castanho claro.
Apresente um número de cromossomas de 2n = 18*.

## Taxonomia
Estão identificadas as seguintes subespécies:
- Cistus creticus subsp. creticus
- Cistus creticus subsp. corsicus
- Cistus creticus subsp. eriocephalus[2]
- Cistus creticus f. albus

São utilizados como plantas ornamentais diversos cultivares, o mais conhecido dos quais é conhecido pelo nome comercial 'Lasithi', com flores compactas e arredondadas.